# Afrodite di Capua
L'Afrodite di Capua è una scultura marmorea romana databile intorno al II secolo d.C. e conservata presso il museo archeologico nazionale di Napoli. L'opera è una copia romana di un originale bronzeo del IV secolo a.C..
La statua raffigura una Venere seminuda poggiante col piede sinistro sull'elmo di Marte. L'opera fu rinvenuta presso le rovine di Santa Maria Capua Vetere, in occasione degli scavi del XVIII secolo che interessarono l'area dell'anfiteatro campano. Le braccia alzate stanno ad indicare che probabilmente doveva esserci anche uno scudo, forse di Marte, usato dalla dea per specchiarsi. Nel 1820 vi furono diversi lavori di restauro eseguiti da Augusto Brunelli, in particolare proprio nelle braccia ed in altri dettagli del viso.
Della scultura esistono diverse versioni, anche più recenti rispetto a quella di Capua, per esempio quella della Venere di Milo al museo del Louvre di Parigi.